# NGC 6603
NGC 6603 је расејано звездано јато у сазвежђу Стрелац које се налази на NGC листи објеката дубоког неба.
Деклинација објекта је - 18° 24' 24" а ректасцензија 18h 18m 24,0s. Привидна величина (магнитуда) објекта NGC 6603 износи 11,1. NGC 6603 је још познат и под ознакама OCL 36, ESO 590-SC17, in M 24.